# Верховний суд Словацької Республіки
48°08′45″ пн. ш. 17°06′18″ сх. д. / 48.145966° пн. ш. 17.104999° сх. д.
Верхо́вний Суд Словацької Республіки — найвищий судовий орган в словацькій системі судів загальної юрисдикції.

## Структура судової системи
Судова система в Словацькій Республіці поділяється на загальні та спеціальні суди. Спеціальним судом є Конституційний Суд Словацької Республіки. Система загальних судів в Словацькій Республіці складається з самостійних та неупереджених судів. Вона є дворівневою.
Нижчий рівень складається з крайових та окружних судів.
Верховний Суд як найвища ланка судочинства у Словацькій Республіці ніколи не діє як суд першої інстанції. Він розглядає апеляції щодо відповідності закону рішень прийнятих крайовими, окружними судами та Спеціалізованим кримінальним судом. Рішення Верховного Суду Словаччини є кінцевим.

## Структура

### Голова
Верховний Суд Словацької Республіки очолює Голова Верховного суду Словацької Республіки, який одночасно є Головою Ради юстиції Словацької Республіки (Стаття 141a Конституції Словацької Республіки).Він має заступників.
Призначає на посади голову і заступників голови Верховного суду Словацької Республіки Президент Словацької Республіки за пропозицією Судового ради з числа суддів Верховного суду строком на п'ять років.
Одна і та ж особа може бути призначена головою Верховного суду Словацької Республіки або заступником голови Верховного суду Словацької Республіки не більше двох термінів поспіль. До закінчення терміну повноважень Президент Словацької Республіки може відкликати голову Верховного суду Словацької Республіки або заступника голови Верховного суду Словацької Республіки з підстав, встановлених Конституцією країни.

Джон Дргонес (Drgonec), колишній конституційний суддя Словацької Республіки зазначає, що: 
Посада Голови Верховного Суду за своєю суттю є командно-політичною, що є повністю помилковим. Оскільки верховенство права має бути головним для здійснення суддею його повноважень. Той, хто здійснює тлумачення чинного законодавства і той, хто його застосовує — це мають бути різні люди, оскільки ці дії мають різне значення і різне розміщення в соціальному контексті.

### Палати
Також у складі Верховного Суду Словацької Республіки діють палати, кожна з яких наділено компетенцією по вирішенню окремих категорій справ (які зазначалися вище).

### Пленум
Президентом Словацької Республіки може бути скликано Пленум Верховного Суду. Він складається з Голови та інших суддів Верховного суду. Президент також визначає порядок денний пленарного засідання. Пленарні засідання Верховного суду не є публічними. Вони є повноважними за присутності на засідання не менше двох третин його членів.

### Колегії
У складі Верховного Суду Словацької Республіки також діють чотири Колегії щод оцивільних, кримінальних, адміністративних та комерційних питань. Вони вирішують питання в межах своєї компетенції (наприклад про введення в дії законів чи інших нормативно-правових актів та ін). Рішення Колегій приймається на їх засіданнях більшістю голосів.

### Дисциплінарні сенати
Верховний суд Словацької Республіки має дисциплінарні сенати (апеляційні дисциплінарні сенати), які мають повноваження щодо дисциплінарного переслідування суддів (в тому числі прийняття рішення про застосування дисциплінарних заходів, якщо вони були визнані винними в скоєнні дисциплінарного проступку).

## Повноваження
Повноваження Верховного Суду визначаються Конституції Словацької Республіки, законами та іншими нормативно-правовими актами, що регулюють здійснення правосуддя в державі.
Голова Верховного суду Словацької Республіки здійснює державне управління Верховного суду, зокрема керує його організаційним, економічним, фінансовим забезпеченням.
До юрисдикції Верховного Суду Словацької Республіки відноситься розгляд таких апеляцій (їх розглядають відповідні палати):
- Звичайні апеляції (апеляції в галузі кримінального правосуддя і розгляду скарг), подані щодо рішень судів нижчої інстанції (зокрема, регіональних судів в питаннях адміністративної юстиції, а також Спеціалізованого суду у кримінальних справах);
- в питаннях надзвичайних засобів правового захисту, поданих щодо рішень апеляційних судів (регіональні суди);
- про взаємодію вищих інстанцій з нижчими і всередині інстанцій (рішення про усунення заперечення, суперечки про юрисдикцію);
- щодо діяльності адміністративних судів першої інстанції, деякі питання проведення виборів, діяльність політичних партій і громадських об'єднань, а в деяких випадках, щодо рішень, дій, чи бездіяльності центрального органу державного управління Словацької Республіки та інших органів національного управління[5].

## Проблеми
Однак, судова система Словаччини на сьогодні стикається з багатьма проблемами. Це стосується й відстоювання незалежності судової влади, і запобігання політичному впливу на діяльність суддів, і дотримання об'єктивності при доборі суддівських кадрів. Тому і діяльність Верховного Суду Словацької Республіки потребує вдосконалення.